# Cándido Mauricio Sánchez
Cándido Mauricio Sánchez, també conegut com a Maurici, (Vélez-Rubio, 5 de maig de 1900 - Barcelona, 16 de gener de 1952) fou un futbolista andalús de la dècada de 1920 format al futbol català.

## Trajectòria
Jugava de migcampista. S'inicià al FC Badalona el 1919, amb només 19 anys i romangué a l'equip durant 5 temporades. L'any 1924 fitxà pel CE Europa, club que s'havia proclamat campió de Catalunya i que comptava amb un gran planter de jugadors com Joan Bordoy, Manuel Cros o Antoni Alcázar. Fou un dels grans jugadors del CE Europa de la dècada de 1920, club amb el qual arribà a disputar 33 partits a primera divisió, i també fou una gran figura del futbol català. Jugà un amistós amb el FC Barcelona l'any 1928 enfront del Ferencvaros hongarès. També defensà els colors de la selecció catalana de futbol. Fou convocat amb la selecció espanyola però no hi arribà a debutar.
Un cop retirat, fou entrenador dels dos clubs en què havia jugat com a futbolista, Badalona i Europa.
El dia 15 de juliol de 1951 es disputà un festival d'homenatge a Mauricio, qui es trobava malament de salut, amb els partits CE Europa 3 - S. Catalana 0, i Europa 1 - Barcelona 5 de veterans. Va morir el gener de 1952.